# Diego Céspedes
Diego Andrés Céspedes Maturana (* 25. September 1998 in Puente Alto, Santiago) ist ein chilenischer Fußballspieler auf der Position eines defensiven Mittelfeldspielers.

## Karriere
Diego Céspedes begann seine Karriere mit ungefähr elf Jahren in der Jugend von Universidad de Chile, wurde dort allerdings aussortiert. Nachdem er wieder in seinem Stadtviertel Puente Alto gespielt hatte, wechselte er zum CD Cobresal in die U16-Mannschaft. In der Saison 2017 debütierte er in der Profimannschaft und bestritt in seiner ersten Saison fünf Partien. In der Saison 2019 wurde er an Drittligist Deportes Colchagua verliehen. Nach seiner Rückkehr zu Cobresal wurde er Stammkraft im Team aus dem Norden Chiles.